# 機甲都市 伯林
『機甲都市 伯林』（きこうとし ベルリン）あるいは『パンツァーポリス』(PANZERPOLICE) は、川上稔の代表作「都市シリーズ」内の作品シリーズである。
1997年、1冊目が『パンツァーポリス1935』として刊行され、その後、「都市シリーズ」と銘打った作品群が刊行された。2冊目からは「都市シリーズ」の慣例に従った『機甲都市 伯林』がメインタイトルとなり『パンツァーポリス19xx』はサブタイトルとなった。そのため『パンツァーポリス1935』は「都市シリーズ」から外されることもある（公式の扱いは一定していない）。

## 概要
『パンツァーポリス1935』は、異世界の伯林を描いた小説。川上稔のデビュー作であり、第3回電撃ゲーム小説大賞の金賞受賞作である。都市シリーズの第1作目でもある。後の『機甲都市 伯林』に対して「旧伯林」と呼ばれる。文庫イラストはしろー大野。応募時のタイトル『PANZERPOLIS-1935』。文化放送にてラジオドラマ化もされ、後にドラマCDも出ている。
『機甲都市 伯林』は、『パンツァーポリス1935』の続編。1937年から1944年の伯林を描いており、「旧伯林」に対して「新伯林」と呼ばれる。都市シリーズ第2期として始まった。文庫イラストはさとやす。

## あらすじ
異世界の独逸を舞台としている。
1935年、ある新型の航空戦艦を2人の男が奪取して逃走する。独逸軍は奪還のために追跡するが、新型機拿捕は失敗に終わる。新型航空戦艦はこの時、大気圏外の飛行を世界で初めて成功させる。これを参考に、独逸の極秘軍「G機関」が強臓式航空戦艦「疾風」を制作しはじめる。
1937年、強臓式航空戦艦「疾風」が制作者の死亡により暴走し、「独逸を救う」と予言されていた救世者を誘拐するという事件が起きる。この事件は隻腕の男が解決すると予言され、事実、その通りになったが、救世者は独逸国外に逃れるという結末になる。
1939年、第二次世界大戦勃発。G機関が建造していたガルド級航空戦艦の一番艦が反独軍によって破壊される。この事件の後、救世者は反独隊へ入隊する。
1942年、独逸のケルンが大空爆される。独逸のガルド級航空戦艦一番艦と英国の言詞砲搭載型双胴航空艦が轟沈。その後、独逸は「トリスタン」を完成させ、独逸上空に防御用の天蓋を発生させたことにより、独逸への空爆は事実上不可能となる。
1943年、G機関が救世者を拿捕するも、一度国外に逃走される。救世者は反独隊と共に再入国し、「トリスタン」を破壊する。

## 独逸年表
- 0962年、救世者が独逸を平定する。
- 1871年、神聖独逸帝国成立。第二帝国宣言。
- 1914年、第一次世界大戦勃発。
- 1918年、独逸降伏。
- 1919年、神聖独逸帝国崩壊、独逸共和国成立。
- 1920年、独逸、世界初の有人気圏外探査船の打ち上げを試みるも、失敗。
- 1935年、伯林騒乱。
- 1937年、疾風事件。
- 1938年、大独逸帝国宣言。
- 1939年、第二次世界大戦勃発。
- 1943年、新伯林騒乱。
- 1945年、独逸降伏。

## 独逸創始記
- “先生”の独逸平定を描いた書物。
- “先生”は、これまでの“救世者”と異なり、隻腕の男と別れて1千年を眠る。
- ここからアルヘイムの約束が生まれる。

## 登場キャラクター

### 伯林騒乱時
ヴァルター・タールシュトラーセ
主人公。傲岸不遜。フーバーの後を追う。
187cm、72kg。趣味は天体観測、好物はリップフェンとモーゼルヴァイン。
パウル・ヴァーグナー
「皇城 dp-xxx」の設計者で、開発者の一人でもある。世界でも指折りの紋章技師である。
エルゼ・ブロイアー
ベルリン大学の学生。武器商人の娘。ヴァルターやパウルらと出会い、「皇城」の修理を手伝うことになる。
オスカー・ミリルドルフ
独逸空軍少将で、第五師団「鉄鳥」（アイゼンフォーゲル）の師団長。
ヘイゼルの父。12歳年下の妻を持つ。典型的な独逸軍人と見せかけて、実は娘思いである。
伯林騒乱がもとで失脚し、後に退役。1937年の異族狩りの際、妻と共にアメリカへ亡命する。
マイアー・シュリアー
お人よしの独逸軍人。「炎騎士」の操縦者。
伯林騒乱を機に独逸軍を抜け“裏切り者”と呼ばれる。
後に反独隊を創設し、独逸から亡命してきたヘイゼルの先生となる。ベルガーの先輩。
ガストン・ブロイアー
エルゼの父親。世界で五指に入る武器商。
シュタインメッツ
ブロイアー社の飛行機工場長。

### 新伯林騒乱時
ヘイゼル・ミリルドルフ
主人公。オスカーの娘で、異族。
猫の獣人と人間のハーフであり、恐怖を感じたり興奮したりすると猫に変身する特徴がある。
1937年時の異族判定の際、片目を失明し、強臓式義眼「救世者」を移植されている。
ハイリガーの娘とは同級生だった。
ダウゲ・ベルガー
“野犬”の字名を持つ異族。強臓式武剣「運命」の所持者。
架空都市-倫敦の出身で、神の遺伝詞を持つが、能力的にはただの人間である。
元々は逃がし屋だったが、後に反独隊に入隊。重騎の扱いに長ける。
好きな言葉は「世界で二番」。決め台詞は「二度は言わない、忘れるな」。
ヘラード・シュバイツァー
独逸G機関空軍部所属の中尉（後に大尉）。“音速裁断師”の字名を持つ全方位結界師でもある。
ノイシュヴァンタインの竜害から病院を護る際、片腕を失い、巨大な強臓式義腕「英雄」を所持することに。
ベルガーとは高校の同窓。
ベルマルク・フィーア
アインス式自動人形、ベルマルクシリーズの4番目。“射撃人形”の字名を持つ。
ヘラード・シュバイツァーの副官で、強臓式拳銃「魔弾の射手」の所持者。
マルシュ・ガント
独逸G機関開発部第二企画班長。強臓式航空戦艦「疾風」の設計者。
故人だが、意識遺伝詞が「疾風」に記乗している。ベルガーとは高校の同窓。
ベルガーの口癖である「二度は言わない、忘れるな」は元々は彼の口癖だった。
レーヴェンツァーン・ネイロル
独逸G機関の長。ヘルベルトの養子。
“速読歴”の字名を名乗るが、自身には予言を詠む能力はない。
強臓式心臓「新世界」を移植されている。
アルフレート・マルドリック
独逸G機関陸軍部第一師団・第一独立機動重騎小隊の小隊長。“皇帝剣”の字名を持つ。
喉を部品とした強臓式重騎「皇帝」（後に「皇帝・改」）に乗る重騎師。
ボルドーゾンから欧州五行総家を受けたマルドリック家の次男であり、幻崩の衛士としての任を務める。異族を嫌う。
救世者ゆかりの神形具「純皇」を操る五行師でもある。ベルガーとは高校の同窓。
ベルマルク・ナイン
アルフレートの部下で、“人形双騎師”の字名を持つ自動人形。
E計画により脳と脊髄に分かれ、「蒼獅子・改」と「朱獅子・改」に合一している。
グラハム・カールスルーエ
独逸G機関副長にして全軍の総大将。カールスルーエ家の長男で、ローゼには「大兄様」と呼ばれる。
ローゼと同じく言障患者であるため、全身を義体化し、感情喪失機構を付けている。重騎「銀獅子」に乗る。
五大頂とG機関を組織し、フロウベルをその長に据えた。実質的なG機関の創設者。
ハイリガー・カールスルーエ
カールスルーエ家の次男。ローゼには「小兄様」と呼ばれる。
独逸軍の中将だったが、後にグラハムの遺志を汲んでG機関総大将となる。“統率者”の字名を持つ。
過去にペイルとの戦闘で両腕を失い、強臓式義腕「悲愴」を装着している。
両肩に異族を材料とした、「悲愴」の仮発動／駕発動時に燃料として用いる言詞板を納めているが、右肩の二枚は妻と娘を加工したものである。
グラハムの機体を改造した「銀獅子・改」に記乗する。
ローゼ・カールスルーエ
カールスルーエ家の末妹。強臓式ガルド級航空戦艦「葬送曲」を操る少女。
言障に犯されているため、「葬送曲」が完成するまではG機関の地下で眠っていた。
カール・シュミット
G機関陸軍部長にして五大頂の一人。“鋼鉄騎師”の字名を持つ。ジャンヌの夫。
第一次大戦において身体を失い、「Ｅ計画」において巨大な緑色の重騎と合一している。
ヘルベルト・ミューラー
G機関空軍部長にして五大頂の一人。“不動騎師”の字名を持つ。レーヴェンツァーンの義父。
リーリエ・テルメッツ
G機関海軍部長にして五大頂の一人。“水流師”の字名を持つ。
風水師であり、涙を材料とした強臓式竪琴「月夜」を用いて水竜を生む。
ガリュー・ビッツマン
G機関情報部長にして五大頂の一人。“千里眼”の字名を持つ。
特殊な紋章術を自在に操る。
コンラート・エルリッヒ
G機関開発部長にして五大頂の一人。“穴熊”の字名を持つ。
技術を愛する技術者であり、日本の神器を改良したり、独断で「疾風」を改造したりする。
ジャンヌ・シュミット
G機関陸軍部副部長。“鋼華”の字名を持つ。
カールの妻で、リーリエとは知己の仲である。
コレール・セバン
反独隊大尉。輸送機rb-21の艦長。伝式四十七符を操り、“高空魔術師”の字名を持つ。
ペイル・ホース
“人狼将軍”の字名を持つ異族。元は傭兵だったが、後に反独隊長となる。
両腕は義腕「第三月帝」。また、過去にハイリガーとの戦闘で右目を潰され、隻眼となっている。
“先生”（レーラア）
反独隊の隊員。“先生”の字名を持つ五行師。ベルガーと仲がいい。
エリンギウム・エルダーリンク
図書館司書の娘で、異族。
かつてベルガーやヘラード、アルフレート、マルシュの友人だった。彼ら4人に重要な「約束」を課している。
ある事件がもとで記憶を失っている。また、体に大きな傷痕を持つ。1942年に結婚。旧姓はイルヘイム。
ロバート・E・クーラーズ
反独隊の隊員。コレールの部下。
通信士として教育派遣されていた対月光試験航空団の唯一の生き残りとなり、後に地上部隊へ入る。
新伯林騒乱後、NUSIF（新反独隊）の大佐となる。
BENDAUGHTER-EAST（ベンドゥーター・イースト）
自動人形。英国ビッグベン3姉妹の一人で、東方の役。「大時報」に搭載された準言詞塔砲の加圧を行う。
村長
ボルドーゾンに存在する「免罪の村」の村長。ボルドーゾン家、テルメッツ家と親睦がある。
ダイアナ・ミリルドルフ
架空都市-倫敦出身の猫人。オスカーの妻であり、ヘイゼルの母親。
1937年にオスカーと共に米国へ亡命している。オスカーとは12歳差である。
ハインツ・ベルゲ
最強の称号を持つ騎師。「閉鎖都市 巴里」の項を参照。
ミハイル・シュリアー
マイアーの孫。新伯林騒乱の顛末を追い記す。父はマクシミリアン。

### 故人
フーバー・タールシュトラーセ
数々の発見を為し遂げてきた冒険者。
1920年、人類で初めて宇宙へ飛び出し、後に「フーバーの宝島」と呼ばれる通信を残し事故死する。
エリス・テルメッツ
リーリエの妹。1933年に死亡。「エアリアルシティ」の項を参照。
ライクル・ボルドーゾン
ボルドーゾン総家の生き残り。1933年に死亡。「エアリアルシティ」の項を参照。
メルダ・ボルドーゾン
ライクルの妻。1921年に魔物の襲撃を受け死亡。「エアリアルシティ」の項を参照。
館長
エリンギウムの父親。イルヘイムの本家であり、伯林大学中央図書館の館長。
独逸の歴詞を編纂していたが、1935年の異族粛清で死亡。
レーヴェンハイト・ネイロル
レーヴェンツァーンの父。“速読歴”の字名を持つ。1918年の英国襲撃で死亡。
フロウベル・ネイロル
レーヴェンツァーンの母。旧姓はイルヘイム。“速読歴”の字名を持つ。
G機関の創設者であり、かつての長でもあった。心臓疾患で1926年に死去（レーヴェンツァーンは当時8歳）。
ハイリガー、グラハム、ベルテヒト、レーヴェンハイトの4人に、ある約束を課している。
ベルテヒト・シュバイツァー
ヘラードの父。息子と同じく“音速裁断師”の字名を持つ全方位結界師で、ハイリガーの副官でもあった。
1919年に起きた「皇帝亡命事件」の際、ミュンヘン中央病院を襲った暴徒と戦い、死亡。

## 登場機械

### 航空戦艦
皇城 dp-xxx（カイザーブルグ）
無所属の航空戦艦。機甲紋章や範囲術などの最新装備を持つ。人語を解することも出来る。
3つの駆動器を搭載しており、進化するにつれて3段階に使える装備が変化する。最終的に宇宙へ飛び出すことが可能となる。
第一段階：「光騎士」（ストラーレンリッター）……凌駕紋章“光槍”
第二段階：「氷結女王」（アイスカルトコニギン）……凌駕紋章“氷結天使”
第三段階：「神皇」（ゴートリックケーニッヒ）
疾風 dp-xxxx（シルフィード）
独逸G機関の開発した強臓式航空戦艦。マルシュ・ガントの意識遺伝詞が記乗している。
仮発動でP機構を動かし、駕発動で機甲紋章“疾竜”が起動する。
1937年において、マルシュの意識を乗せたまま暴走、ヘイゼルを取り込み宇宙を目指そうとしたが、それ以前に撃ち込まれていた遺伝詞還元弾の影響を受けて崩壊をはじめ、後を追ってきたベルガーとシュバイツァーにヘイゼルを開放、自壊した。
その後、パウル･ヴァーグナー研究所の跡地から過去から眠りについていた「疾風」が発掘され、G機関による移送中に奪取。自己修復を行いつつベルガー、そして「先生」と共にヘイゼル救出のためハンブルク基地を襲撃。
アルフレートによって中破し、最終的には「魔王」との一騎討ちを行い、相討ちとなった。
その後Ｇ機関によって回収され、完全状態への修復とヘイゼルに合わせた風水神形具化の改造が行われた後に「新伯林」最下層に封印。「新伯林」におけるヘイゼルの「救世者」の仮発動によって目覚め、戦いに参加。その際、「魔王」を1対1の戦いで一蹴するなど力の差を見せた。
その後、暴走した「トリスタン」との戦いにおいて、中途で撃沈したMO、墜落した「葬送曲」、さらに皆から集めた記憶を有する物品などを飲み込み、トリスタンと対決。過去に降りる救世者に従って共に過去に降りた。
葬送曲 dlp-444lsx（レクイエム）
独逸G機関の開発した強臓式航空戦艦。8体の母艦を組み立てて作り上げるガルド級戦艦の一号艦。
8艦はそれぞれ左右前後3艦、中央前後2艦をつなげた双胴艦形で構成されており、この構成は後の『境界線上のホライゾン』における「武蔵」にも受け継がれている（世界観的に、武蔵の方が先祖に当たる）。
言詞砲を搭載し、また言実詞により機甲紋章“駆天竜”を発動できる。
艦長（強臓式保有者）はローゼ・カールスルーエ。素体には彼女の身体組織を用いていると思われる。
彼女の本体は小さな赤珠となっており、艦内には大気の流体を使って立体映像のように現れることが出来る。
1942年、ケルン防衛の最中に英軍の「大時報」の射撃によって撃沈され、その時に大破した「銀獅子」に記乗していた兄グラハム共々死亡する。
その際、彼女の本体であった赤珠はグラハムによって銀獅子に収められており、のちにヘイゼルが銃弾を受けた時の身代わりとなって砕けたベルガーのペンダントに移された。
魔王（エルルケーニッヒ）
独逸G機関が「疾風」をもとに開発した強臓式航空戦艦。最終的に全部で8艦が存在した。
「疾風」とは違い完全な無人機で、「新世界」の仮発動によって制御され、独自の言実詞を用る。
外観は「疾風」とほぼ同一だが、メインのカラーリングが蒼から黒に変更されている。
1943年7月のハンブルクにおける初出撃時は、救世者と共に時を超え修復のままならない「疾風」と戦い、相討ちのような形で墜落。その後、「疾風」と共に回収され、その際に量産型として同型艦7艦が建造される。
しかしながら、43年8月のベルリンにおける、修復され完全状態となった「疾風」との戦闘時には1対1において簡単に敗北する。その後出撃した量産型7艦は途中で（「新世界」が「トリスタン」との接続を断たれた為、7艦の同時制御が不可能になったと思われる）墜落した。
その後の「トリスタン」暴走でハイリガーに操られ、機甲紋章を展開、竜の姿となって再び「疾風」とヘイゼルの前に立ちふさがった。その時、最低1艦ずつがビッツマン・エルリッヒの両名によって撃破されている。

### 航空機
ブラドリックブルグ（ブラドリック城）
ドイツ空軍の誇る巨大装甲飛行船。紋章によって浮力を得ている。
砲撃艦や空中空母として使われる。なお空母として使用する際は、舷側からカタパルトで射出し、天面の甲板若しくは地上の空港に着陸させる方式を取る。
「機甲神鉄槌事件」においては「鉄鳥軍団」の所属として全6艦が登場したが、そのうち2番艦と5番艦は「皇城」に撃沈された。
炎騎士（フランメンリッター）
独逸空軍の戦闘機。噴射式VTOL機能、機甲紋章「炎槍」や光剣、投擲する為の光槍などの装備を持つ。
初出撃時、奇襲によって「皇城」の駆動機の損傷に成功するも、その時に放たれた光槍が回収され、最終決戦時に放たれたことで両断され墜落した。
鉄兵士（アイゼン・セルダット）
独逸空軍の精霊式飛行機。精霊式スクラムジェットを装備している。夜間は月光のため飛行できない。
王飛竜（ケーニッヒ・ギドラー）
G機関最速の戦略偵察機。空気抵抗減少のための衝角を作り出す以外、一切の武装や能力を持たない完全な偵察機である。
王双剣（ドッペルシュナイデ）
G機関の最新鋭双胴艦。広範囲弾を用いた後部防御に優れる。1937年、「疾風」にデンマーク方面の国境を渡らせないよう出撃するも、「疾風」によって撃沈される。
銀／銀・改（ズイルバー／ノイエ・ズイルバー）
G機関の戦略輸送艦。
V0／V1
独逸軍の自突艦 (ACBS)。V0は実験艦として新聞記述としてのみ登場。V1は「疾風」に撃ち込まれようとしたが、ベルガーとシュヴァイツァーの手によって撃沈される。
rb-21
反独隊の航空輸送機。双胴で、右舷上部にはジプシークイーンが描かれている。指揮官はコレール・セバン。
大時報（ビッグシグナル）
連合軍の双胴航空艦。準言詞塔砲を搭載している。1942年、北海からケルンを防衛していた「葬送曲」を準言詞砲で砲撃、大破させるも、
「葬送曲」の言詞砲による返しの一撃を受け、弾頭生成のために乗せていたBENDAUGHTER・EAST諸共轟沈した。
MO
連合軍の自突艦 (ACBS)。「トリスタン」暴走を知った連合軍によって放たれるも、独逸空軍と「疾風」の迎撃によって破壊され、その爆発のエネルギー諸共「疾風」に吸収された。

### 騎
蒼獅子（ブラウ・ローヴェ）
独逸空軍の艦上戦闘用重騎。凌駕紋章“空牙（ルフト・ファング）”による飛行を可能とする。V0迎撃の為にベルガーによって使用され、特攻をかけるような形で破壊された。
黒獅子（シュバルツ・ローヴェ）
独逸G機関陸軍部の重騎。
「皇帝」の試用騎体で、強臓式の試作部品が組み込まれ、対空飛行も可能とする汎用型。1939年にベルガーによって奪取されて以後、彼の乗騎となった。
その後もベルガーと共に転戦するが、43年7月のハンブルクにおいて「皇帝・改」との戦闘によって中破し、その状態のまま「皇帝・改」と共に航空艦隊の対空砲火を抜けた為に大破する。
黒獅子・改（ノイエ・シュバルツ）
ベルガーの血液から部品を新調した重騎。「皇帝」から受け継いだ戦闘関連記録を内蔵している。凌駕紋章は“白皇”。武装は「運命」の他に、「皇帝」の使っていた神形具の大剣も常用の武装として有すると思われる。
43年8月の「新伯林」における戦いにおいて、ベルガーの乗騎として参加。「言詞加速砲」による砲撃後、「トリスタン」内部に突入、門扉に突っ込む形で行動不能となる。
その後「トリスタン」暴走時に「新世界」の仮発動を受け、「皇帝」の力を持って起動。最後の一撃の直前、「皇帝」として「救世者」たるヘイゼルに道を譲る形で撃破された。
皇帝／皇帝・改（カイザー／ノイエ・カイザー）
アルフレートの声帯を部品とした強臓式重騎。機械式の推進装置を有し、凌駕紋章を展開しない状態でも対空飛行が可能。
39年に完成、初戦において量産型重騎2騎を圧倒するも、ベルガーの奪取した「黒獅子」と交戦、神形具の剣を「運命」によって断たれる。（「皇帝・改」への改修はこの修復時に行われたと思われる）
43年7月、ハンブルク基地において整備中、ヘイゼルの「救世者」の仮発動を受けて自立起動。カール･シュミットと交戦し、これを退けるもアルフレート自身によって主導権を取り返された。
その後のベルガーとの交戦後、ハンブルク空爆部隊を伴った航空艦隊を北海で迎撃した際に撃墜されたが、その戦闘関連記憶と有していた神形具の大剣は「黒獅子」に受け継がれ、また「純皇」はヘイゼルの手に渡った。
蒼獅子・改／朱獅子・改（ノイエ・ブラウ／ノイエ・ツィノーバ）
E計画により、ベルマルク・ナインの脳と脊髄が合一している重騎。意志を用いず凌駕紋章を展開することが可能。
「蒼獅子・改」は88ミリ徹甲実弾を発射する長銃を、「朱獅子・改」は左手に大盾を持ち、内部に短剣を格納している。
基本的に「朱獅子・改」が防御、「蒼獅子・改」が攻撃を担当する
銀獅子（ズィルバー・ローヴェ）
グラハムの記乗する銀色の重騎。機械式推進装置によって凌駕紋章に頼らない飛行能力を得ており、その点において「黒獅子」と同じく「皇帝」の試作機となった。
1942年、ケルン防衛の際に大破。残骸は回収されるもグラハムの再現は不可能であり、改修されて「銀獅子・改」となった。
銀獅子・改（ズィルバー・ローヴェ）
ハイリガーの記乗する銀色の重騎。大破した「銀獅子」を修復したもの。
43年8月の「新伯林」における攻防戦においてペイル・ホースと相対、「背翼が無いと飛行が不可能」という固有の弱点をペイルに突かれ、背翼を砕かれた上で地上から最下層まで落下、大破した。
カール・シュミット
カール・シュミットの合一した陸戦用重騎。本体は真鍮色、装甲服は濃緑色（当時のドイツ陸軍軍服の意匠と思われる）
他の重騎に比べてかなり大型であると言う描写が劇中では成されており、装甲服には「航空艦用の浮遊紋章をハニカム状にして仕込んである」など、重量軽減などにも気が使われているようである。
その巨体（「蒼獅子・改」が「抱えるようにして」使っていた88ミリ徹甲長銃を「拳銃サイズ」として扱っていることからも窺える）に比してかなりの重武装であり、二門の竜詞砲を背中に背負う他、多数の火砲を有している。
なお、背中側に副座を備えており、劇中では妻であるジャンヌが乗りこんでいる描写が見られる為、火器管制を分業しているとも考えられる。
狗鎧（パンツァー・フクス）
凌駕紋章で凍気を纏う重騎。1937年の伯林でベルガーと相対したが、撃破された。
黒犬（ヤークト・フント）
量産型の中騎。肩の装甲板が厚い。閉鎖都市 巴里においても同種の騎体が登場している。

### 銃砲・火器
言詞砲・言詞塔砲（独：ベイベルカノーネ／英：バベルカノン）
加速させた言詞の言詞格を開放し、照射する兵器。対象空間を広範囲に言詞崩壊させる。
準言詞砲と比べ複雑な機構を必要とするが、長時間の照射や連射が可能。
準言詞砲・準言詞塔砲（独：クルツ・ベイベル／英：バベルガン）
加速させた言詞の言詞格を固め、弾丸として発射する兵器。効果は言詞砲とほぼ同じ。
言詞砲と比べ簡易な機構で済むものの、弾丸を生成するために長時間の加圧が必要。
竜詞砲・竜詞塔砲（独：ドラッヘ・カノーネ／英：ドラゴン・ブレス）
竜の吐く竜詞砲を機械に置き換えて再現した兵器。遠距離用である。
準竜詞砲・準竜詞塔砲（独：ギドラー・カノーネ／英：サブ・ブレス）
竜の吐く竜詞砲を機械に置き換えて再現した兵器。竜詞砲よりも小型のものを指す。
言詞加速砲（英：ワードライフル）
言詞を加圧せずに照射する小型の言詞砲。
言詞銃（独：ベイベルゲヴェーア）
トリスタンに備え付けられた言詞兵器。ガルド級二号艦の言詞砲を転用している。
神術砲（独：ゲッターカノーネ）
重騎などに装備される兵器。登場するものの、今作中では用いられていない。
機甲浄弾（パンツァー・ライニグン）
対異族用の武器。長さ1フィートほどの鉄筒から霊木の杭を打ち出す。
魔弾の射手（フライシュッツェ）
ベルマルク・フィーアの持つ強臓式拳銃。歯と骨を材料にしている。
仮発動ではその名の通り魔弾を射出し、駕発動であらゆる機械を分解する。
MG34
機関銃。実在するが、名前だけ借りた可能性がある。
棍棒型手榴弾（ポテトスマッシャー）
手榴弾。実在するが、同じものではない可能性がある。

### 神形具
純皇（ラインケーニッヒ）
皇帝からマルドリック家に預けられた、救世者ゆかりの神形具。純白。アルフレートが使っていたが、彼の撃墜と共にヘイゼルへと受け継がれ、共に過去に渡った。
月夜（モーントナハト）
リーリエの扱う強臓式竪琴。涙を材料としている。言実詞により水を風水し、水竜を生む。
指輪
リーリエが使用していた指輪型の神形具。劇中、水を操り、ヘイゼルの耳元で声を出すという技を行った。
BBH-02・Sunshine（サンシャイン）
BENDAUGHTER-EASTが扱う超重琴。準言詞塔砲の言詞加圧に用いられる。
S-41G
米国陸軍の五行師隊に配備される個人携帯用の長剣型神形具。精燃槽カートリッジと柄が一体化している。

### 義体
救世者（メサイア）
ヘイゼルの持つ強臓式義眼。仮発動で他の強臓式機械を操作し、駕発動で周囲の遺伝詞を読む。素体にはマルシュ・ガントの目が使用されているため、青い色の人間の目である（ヘイゼル自身の目は猫目）。
新世界（ノイエ・エールデ）
レーヴェンツァーンの持つ強臓式心臓。仮発動で他の強臓式機械を操作し、駕発動で「トリスタン」の加圧を行う。
英雄（デア・ヘルト）
シュバイツァーの持つ強臓式義腕。長杖を射出し、周囲の空間を言実化する。
悲愴（トラーギシュ）
ハイリガーの持つ強臓式義腕。素体は彼の両腕と思われる。仮発動で機械に仮初の命を与え、駕発動ではあらゆる機械に記乗できる。
燃料として異族を加工した高出力言詞板を必要とし、それぞれの肩内部に二枚ずつ収めることが可能。駕発動の時には2枚を使用しているが、仮発動の時は1枚で済むものと思われる。
右肩部に収められている言詞板は過去に「加工」された自身の妻と娘である。
「新伯林」における戦いによって左腕側は失われ、残った右腕に残っていた言詞板を燃料に駕発動。「トリスタン」に記乗した。
第三月帝
ペイルの持つ義腕。蒸気機関で打撃を三段階に加速する。

### 他
運命（ゲレーゲンハイト）
ベルガーの持つ強臓式武剣。精燃を動力として「運命の糸を断つ」闇の刃を発生させる。
ある理由で、駕発動を使えないことになっている。
祖国（ファーターラント）
独逸の強臓式地脈加圧炉。独逸国内のみでなく、世界各地に建造されている。
高純度の精燃を生成する。また、独逸の地脈を改造し、全ての独逸国民に言実化能力を付与できる。
トリスタン
ガルド級戦艦二号艦と「祖国」を合体させた超弩級要塞。全高は1マイルを超える。
独逸上空に防空用の「天蓋」を発生させるほか、各地の「祖国」への加圧支援などを行う。
最終的な目的は、地脈から時虚遺伝詞を抽出し、「破滅の転輪」を起こして世界の崩壊を防ぐことである。
伝式四十七符（テリング・フルカード）
コレールが操る幻実都市-出雲の占術符。奏の22符、騒の22符、噤の3符から成る。
- 奏の5番“力”…確かなものを予兆する。
- 奏の7番“言詞塔”…統制の崩壊を予兆する。
- 奏の10番“幸福の転輪”…先に待つ幸運を予兆する。
- 騒の10番“破滅の転輪”…何が起こるか分からない不幸の連鎖を予兆する。
- 騒の13番“怠惰”…停滞と衰退を予兆する。
- 騒の15番“背徳者”…裏切りを予兆する。
- 噤の3番“噤の核”…何もない、完全な無。

## ラジオドラマ・CDドラマ
『パンツァーポリス -ようこそ機甲都市伯林へ!-』全13話。
文化放送「電撃大賞」で12話まで放送。未放送の最終話を加え、1997年4月19日、日本コロムビアから2枚組CDが発売。
- 草尾毅（ヴァルター）
- 銀河万丈（パウル）
- 永島由子（エルゼ）
- 石川英郎（マイアー）
- 家弓家正（オスカー）
- 堀井真吾（副官）
- 麻生智久（軍医）
- 幸野善之（下士官）
- 中井和哉（尋問官）
- 永田一朗（アインス1）
- 西脇保（アインス2）
- 井上隆之（アインス3）
- 草尾毅（フーバー）
- 田の中勇（シュタイン・メッツ）
- 阪脩（ガストン）
- 来宮良子（ナレーション）

## 既刊一覧
- 川上稔（著） / さとやす（イラスト）、メディアワークス〈電撃文庫〉、全6巻
  - 『パンツァーポリス1935』1996年12月26日発売、ISBN 4-07-305573-9
  - 『機甲都市 伯林 パンツァーポリス1937』2000年6月10日発売、ISBN 4-8402-1531-6
  - 『機甲都市 伯林2 パンツァーポリス1939』2000年10月10日発売、ISBN 4-8402-1630-4
  - 『機甲都市 伯林3 パンツァーポリス1941』2001年2月10日発売、ISBN 4-8402-1735-1
  - 『機甲都市 伯林4 パンツァーポリス1943』2001年6月10日発売、ISBN 4-8402-1843-9
  - 『機甲都市 伯林5 パンツァーポリス1943 Erste-Ende』2001年10月10日発売、ISBN 4-8402-1945-1

## ドラマCD
- 『パンツァーポリス -ようこそ機甲都市伯林へ!-』 1997年 COCC-14155～6